# Мінерали лептотермальні
Мінерали лептотермальні (рос. минералы лептотермальные, англ. leptothermal minerals; нім. leptothermale Minerale n pl) — мінерали і загалом відклади, які утворились з гідротермальних розчинів у проміжних умовах між мезо- й епітермальними. 
Мінерали лептотермальні утворюються в гідротермальних родовищах корисних копалин за температурних і глибинних умов, проміжних між мезотермальними та епітермальними
Термін запропонований відомим американським геологом Луїсом Грейтоном і присутній у класифікації Ліндгрена . 